# Hans Felix Werdmüller

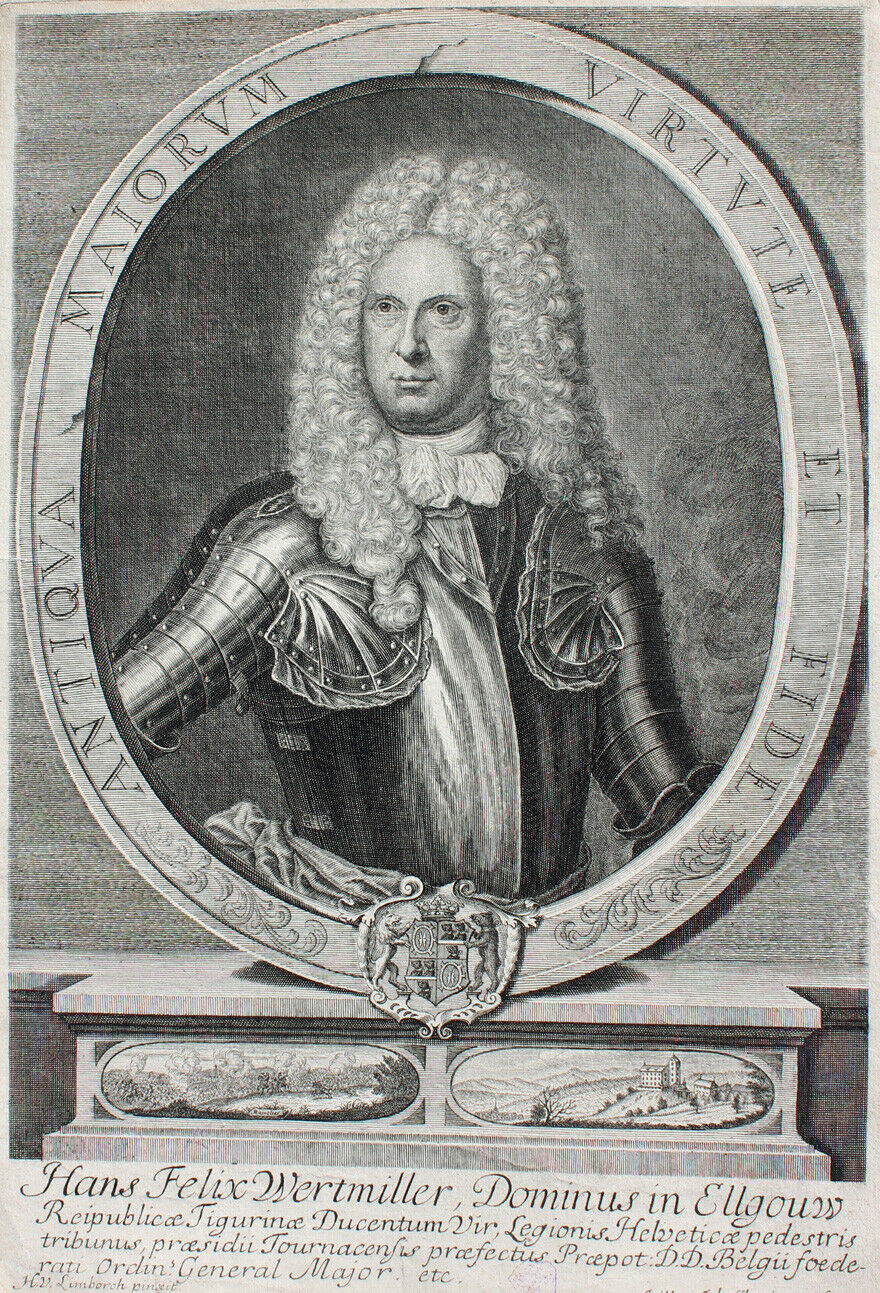
Hans Felix Werdmüller

Hans Felix Werdmüller (* 8. Juni 1658 in Zürich; † 29. November 1725 in Namur, Spanische Niederlande) war ein Schweizer Offizier und Politiker.

## Leben und Wirken
Hans Felix Werdmüller wuchs als Sohn des Rentners Hans Jakob Werdmüller und der Barbara geborene Hirzel in Zürich auf. Von 1676 bis 1679 diente er als Leutnant beim deutschen Kavallerieregiment Lochmann in französischen Diensten, anschliessend in einem schweizerisch-französischen Garderegiment.
Die reformierte Stadt Zürich verbot 1688 ihren Bürgern den Dienst unter Ludwig XIV. und bewilligte 1693 dem glaubensverwandten Holland ein Zürcher Defensivbataillon, in das Werdmüller 1690 als Major eintrat. 1693 wurde er Kommandant eines zweiten Bataillons im Rang eines Oberstleutnants. 1701 formierte er als Oberst das Regiment Albemarle zu einem rein schweizerischen. An der Spitze dieses Regiments nahm er an den Belagerungen von Bonn und Trarbach und an der Schlacht bei Höchstädt teil.
Im Rahmen des Spanischen Erbfolgekrieges nahm er am 23. Mai 1706 er in der Schlacht von Ramillies auf Befehl Marlboroughs mit vier Bataillonen das Dorf Taviers auf dem rechten französischen Flügel ein und entschied so den Sieg der Verbündeten. In der Folge wurde er zum Brigadier befördert. Am 11. Juli 1708 eröffnete er mit der Vorhut die Schlacht von Oudenaarde und im gleichen Jahr belagerte er die Stadt Lille. Daraufhin wurde er zum Generalmajor befördert und erhielt das Kommando der Festung Tournai und später dasjenige von Maastricht.
1692 nahm Werdmüller als Vertreter der Constaffel Einsitz in den Grossen Rat der Stadt Zürich. Sein Vermögen legte er im Haus zum Langenbaum in Uetikon am See und dem Sonnenhof in Zürich-Stadelhofen an. 1712 kaufte er das Schloss und die Herrschaft Elgg und vermachte sie 1715 als Familienfideikommiss für sämtliche Nachkommen des zur Zeit des alten Zürichkrieges lebenden Otto Werdmüller († 1462). 1725 starb er als Kommandant von Maastricht und Inhaber des Regiments Albemarle.